# Атенульф I (герцог Гаетанський)
Атенульф I (†2 лютого 1062) — лангобардський граф Аквінський і герцог Гаетанський (1045—1062).
Був одружений з Марією, дочкою князя Капуанського Пандульфа IV, його брат Ландо також був чоловіком однієї з дочок цього ж князя. Після смерті першого графа Аверського Райнульфа Дренгота, у червні 1045 мешканці Гаети обрали Атенульфа герцогом. Проте князь Салернський Гваймар IV, який був сюзереном Гаети, напав на місто в інтересах племінника Райнульфа, наступного графа Аверського Асклетина. Перемігши Атенульфа Гваймар надав у правління Асклетину Гаету, в обмін на підтримку в боротьбі з Пандульфом IV, який загарбав землі монастиря Монтекассіно.
Асклетин правив кілька місяців, оскільки помер до досягнення повноліття. Атенульф зі згоди Гваймара знову отримав владу в герцогстві.
У 1058 старший син Атенульфа I, який був заручений з дочкою князя Капуанського Річарда I, помер. Річард став вимагати повернення посагу, однак Атенульф відмовив йому. Тому Річард обложив і захопив Аквіно, після чого за присудом настоятеля монастиря Монтекассіно Атенульф повернув йому 400 золотих монет.